# Kościół i klasztor kapucynów w Olesku
Kościół i klasztor kapucynów w Olesku – położony u stóp zamku, został ufundowany w 1739 r. przez wojewodę wołyńskiego Józefa Seweryna Rzewuskiego i jego żonę Antoninę z Potockich dla sprowadzonych przez nich zakonników. Budową kierował gwardian konwentu o. Andrzej z Szydłowiec (Marcin Dobrawski, według innych danych o. Andrzej Dobrowski). Klasztor należał do najbogatszych w Rzeczypospolitej, ponieważ miał kosztowne wyposażenie, cenny księgozbiór oraz ogród z ozdobnymi altankami i stawami rybnymi. Przy konwencie działało studium teologiczne dla młodzieży zakonnej. Po kasacie zakonu w 1785 r. zabudowania oddano wojsku. W 1823 r. kapucyni odzyskali część budynków. W 1941 r. Niemcy urządzili w klasztorze obóz dla ludności żydowskiej, zlikwidowany w 1943 r. po wymordowaniu Żydów. Po II wojnie w klasztorze mieściła się szkoła rolnicza. Wnętrze kościoła przebudowano, dzieląc je na dwie kondygnacje. Do ogrodu przeniesiono oranżerię z lwowskiego parku Stryjskiego. W 1980 r. budynki pokapucyńskie przejęła Lwowska Galeria Obrazów. W kościele urządzona została sala konferencyjna a klasztor zaadaptowano na magazyny dzieł sztuki.